# 水沼尚輝
水沼 尚輝（みずぬま なおき、1996年12月13日 - ）は、栃木県真岡市出身の男子競泳選手である。新潟医療福祉大学所属。パリオリンピック日本代表。身長181センチメートル。マネジメント会社は 株式会社C.DREAMS

## 人物
- 小学校1年生で水泳を始める[1]。
- 真岡市立山前中学校を経て作新学院高等学校に進学。萩野公介は同校水泳部の2年先輩。
- 高校卒業後は新潟医療福祉大学に進学。水泳部に所属し頭角を現す[独自研究?]。
- 2018年日本学生選手権水泳競技大会100mバタフライで初優勝[2]。
- 2019年度より新潟医療福祉大学に職員として所属。日本選手権水泳競技大会で100mバタフライ初優勝。同年世界水泳選手権初出場[3]。
- 2019年7月、デサントジャパン株式会社とアドバイザリー契約を締結[4]。
- 2019年7月、世界水泳選手権出場により、出身地である栃木県真岡市から「特別功労賞」を授与される[5]。
- 2020年東京オリンピック競泳男子100mバタフライでは予選を通過し、準決勝では51秒46と予選よりもタイムを上げたが全体10位で敗退した[6]。
- 2022年6月24日、2022年世界水泳選手権にてオリンピック、世界水泳選手権通じて男子100メートルバタフライ日本史上初のメダルとなる銀メダルを獲得した。また、準決勝にて日本新記録となる50秒81を記録した[7]。
- 2024年パリオリンピックの競泳競技では、競泳日本代表のキャプテンを務める[8]。男子400メートルメドレーリレー予選では第3泳者を務め（第1泳者が松山陸、第2泳者が谷口卓、第4泳者が松元克央）、3分34秒84のタイムで全体の14位となり決勝進出を逃した[8]。また、男子100メートルバタフライでは決勝に進み、51秒11のタイムで8位だった[9]。

## 戦績

### 2018年
- 日本学生選手権水泳競技大会 - 100mバタフライ 優勝[10]
- 第73回国民体育大会水泳競技大会（福井） - 100mバタフライ 3位[11]
- FINA競泳ワールドカップ - 混合200mメドレーリレー 3位[12]（新潟医療大SCとして）

### 2019年
- 日本選手権水泳競技大会 - 100mバタフライ 優勝[13] 50mバタフライ 3位[14]
- 世界水泳選手権 - 100mバタフライ 9位[15] 混合400mメドレーリレー 予選失格[16]　400mメドレーリレー4位入賞[17]

### 2022年
- 世界水泳選手権 - 100mバタフライ 2位